# Casa de Hesse
La Casa de Hesse es una dinastía real europea de la región de Hesse, originalmente proveniente de la Casa de Reginar.

## Historia
Los orígenes de la Casa de Hesse comienzan en 1241, con el casamiento de Sofía de Turingia, hija de Luis IV de Turingia e Isabel de Hungría con el Duque Enrique II de Brabante de la Casa de Reginar. Sofía fue la heredera del territorio de Hesse el cual pasó a su hijo Enrique I de Hesse quien luego de su victoria parcial en la Guerra de sucesión Turingia logró conservarlas. Cabe mencionar que su madre había sido una de las beligerantes.
Originalmente, la parte oeste del Landgraviato de Turingia, en la mitad del siglo XIII fue heredada por el hijo menor de Enrique II y se convirtió en una distinta entidad política. Desde finales del siglo XVI la casa fue dividida en varias líneas, las más importantes fueron Hesse-Kassel y Hesse-Darmstadt. A comienzos del siglo XIX, el Landgraviato de Hesse-Kassel fue elevado a Electorado de Hesse (1803), mientras que el Landgraviato de Hesse-Darmstadt se convirtió en el Gran Ducado de Hesse (1806), para luego transformarse en el Gran Ducado de Hesse y el Rin. El electorado de Hesse (Hesse-Kassel) fue anexado por Prusia en 1866, mientras que el Gran Ducado de Hesse (Hesse-Darmstadt) permaneció activo hasta el final de las monarquías alemanas en 1918.

## Líneas de la Casa de Hesse
Luego de la muerte de Felipe I de Hesse sus hijos, fundaron nuevas líneas: Langraviato de Hesse-Darmstadt, Hesse-Kassel, Hesse-Marburg y Hesse-Rheinfels.
La línea de Hesse-Darmstadt también terminó siendo parte de la línea de los Battenberg cuando el príncipe Alejandro de Hesse-Darmstadt se casó con la condesa Julia de Hauke. Más tarde los Battenberg se asentaron en Inglaterra y después de la Primera Guerra Mundial cambiaron su nombre a Mountbatten.
La línea Hesse-Nassau tomó ubicación en Italia (Región Piemonte).

## Árbol genealógico

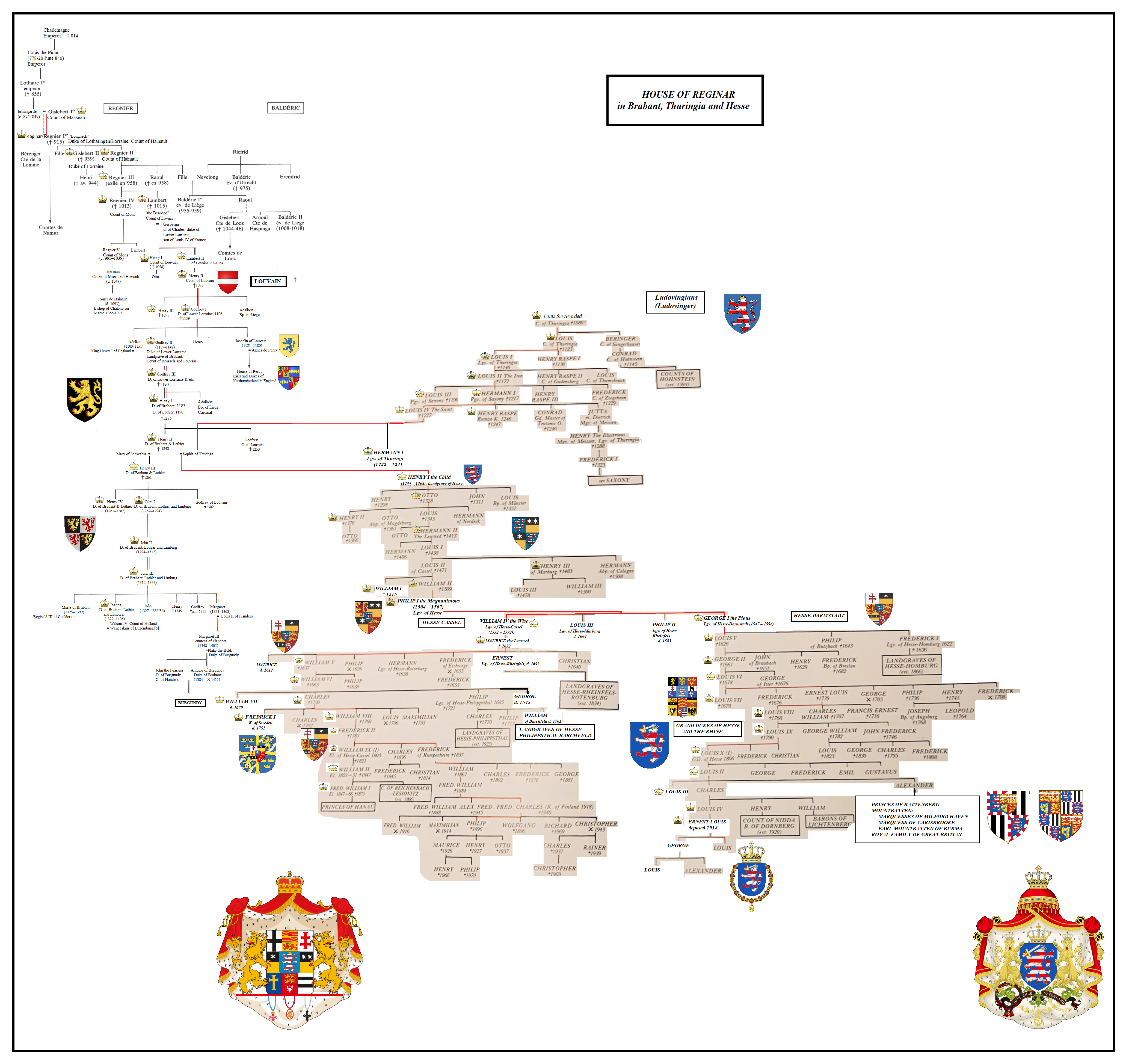
Genealogía de Hesse y sus ramas